# Vangueriella campylacantha
Vangueriella campylacantha är en måreväxtart som först beskrevs av Gottfried Wilhelm Johannes Mildbraed, och fick sitt nu gällande namn av Bernard Verdcourt. Vangueriella campylacantha ingår i släktet Vangueriella och familjen måreväxter. Inga underarter finns listade i Catalogue of Life.